# Tektonik (bildende Kunst)
In der bildenden Kunst benennt der Begriff Tektonik (von griechisch τέκτων, Baumeister) die Herausstellung und Verdeutlichung konstruktiver Elemente und Strukturen. Der Begriff beschränkt sich dabei nicht auf die radikale Reduzierung der Form, wie es im geometrisierenden Stil der russischen Avantgarde und im Konstruktivismus der Fall war. Auch bei anderen räumlich und figürlich gestalteten Kunstwerken, vor allem Skulpturen, bezieht sich Tektonik auf die Gesetze des dem Kunstwerk innewohnenden Aufbaus, seine Statik, sein Sichzusammenfügen und die Erkennbarkeit tragender, lastender und lagernder Teile.
Im Gegensatz zu Stilepochen, deren Werke eher zu einer tektonischen, in sich ruhenden Stilisierung neigen (Klassik, Romanik, Renaissance), legen andere Zeiten Wert auf die Erzielung eines atektonischen, die Statik verbergenden Eindrucks (Spätgotik, Rokoko).